# Кунаев, Аскар Минлиахмедович
Аска́р Минлиахме́дович Куна́ев (14 июля 1929 года, Алма-Ата, Казакская АССР, РСФСР — 31 марта 1999 года) — советский и казахский учёный, специалист в области металлургии чёрных и цветных металлов и комплексного использования минерального сырья. Брат Д. А. Кунаева, супруг дочери М. О. Ауэзова Лейлы.

## Биография
Происходит из племени Ысты Старшего жуза.
Депутат Совета Национальностей Верховного Совета СССР 9-11 созывов (1974—1989) от Казахской ССР. Кандидат в члены ЦК КПСС в 1976—1986 годах.
Окончил Московский государственный институт стали и сплавов (1951).
Доктор технических наук (1970), профессор (1970), академик АН КазССР (1972), заслуженный деятель науки КазССР (1977). Член-корреспондент АН СССР с 26 ноября 1974 года по Отделению физикохимии и технологии неорганических материалов, академик с 29 декабря 1981 года. Президент АН Казахской ССР (1974—86).
Сталевар, мастер, начальник смены на Темиртауском металлургическом заводе (1951—1953), старший лаборант, младший, старший научный сотрудник, заведующий лабораторией (1953—1970), директор Института металлургии и обогащения АН КазССР с 1970 года, вице-президент (1972—1974), президент АН КазССР (1974—86).
Исследования посвящены разработке фундаментальных основ металлургических процессов, созданию новых технологических систем и аппаратов для переработки металлургического сырья. Занимался разработкой комплексного использования минерального сырья, производства легирующих металлов, использования высококремнистых забалансовых редкометалльных руд.

## Основные работы
- Пирогидрометаллургические способы переработки ванадиевого сырья Казахстана. — Алма-Ата, 1971.
- Циклонная плавка. — Алма-Ата, 1974.
- Электротермия в металлургии вторичного свинца. — Алма-Ата, 1980.
- Агломерация фосфоритов. — Алма-Ата, 1981.
- Основы комплексного использования сырья в цветной металлургии. — Алма-Ата, 1983.
- Пирометаллургическая переработка редкометалльного фосфорсодержащего сырья / А. М. Кунаев, Ю. И. Сухарников, Б. Л. Левинтов; АН КазССР, Ин-т металлургии и обогащения. — Алма-Ата : Наука КазССР, 1987. — 245,[1] с. : ил.; 22 см.

## Награды и премии
- орден Ленина (13.07.1979)[3]
- орден Октябрьской Революции
- орден Трудового Красного Знамени
- медали
- 2 Государственные премии СССР (1978, 1984)
- 2 Государственные премии Казахской ССР (1973, 1982)

## Семья
- Жена Ауэзова, Лейла Мухтаровна
- сын Диар Кунаев (родился 5 февраля 1961 года). Доктор филологических наук, директор Дом-музея М. О. Ауэзова (с 1993 года). Внук Димаш (Динмухамед) Кунаев.
- сын Эльдар Кунаев (родился 7 мая 1956 года; жена Жанна – дочь Асанбая Аскарова)[4], доктор технических наук, нынешний президент Международного фонда имени Д. А. Кунаева (с августа 1993 года). Внук Мухтар.

## Память
В Бостандыкском районе Алматы, в микрорайоне Нур-Алатау имеется улица в честь Аскара Кунаева.